# Mehdi Ghadyanloo
Mehdi Ghadyanloo (né en 1981 à Karaj) est un peintre et muraliste iranien.
Connu pour ses gigantesques peintures murales en trompe-l'œil dans le centre de Téhéran, Ghadyanloo est devenu l'artiste public iranien le plus prolifique avec plus de 100 peintures murales à travers le monde aux États-Unis, au Royaume-Uni, en Russie et dans son Iran natal . Ghadyanloo crée également des peintures, avec des thèmes surréalistes et minimalistes. Alors que ses œuvres murales colorées l'ont conduit à être comparé de manière simpliste comme la réponse de l'Iran à Banksy par la presse, Ghadyanloo est plus enclin à se comparer à des peintres surréalistes européens tels que Magritte, Giorgio de Chirico et les lignes minimales d'architectes modernistes du XXe siècle tels que Le Corbusier . Mehdi s’inspirede Giorgio de Chirico, Magritte et du minimalisme de Le Corbusier, et les transforme en une voix qui lui est propre.
À la demande de la municipalité de Téhéran, il réalise à partir de 2006 plus d'une centaine de peintures murales de grandes dimensions sur les murs de la ville,.

## Enfance et Education
Ghadyanloo est né à Karaj, Iran (une banlieue de Téhéran) en 1981 . Son père était fermier et sa mère tisserande de tapis. Il a grandi pendant la guerre Iran-Irak au cours de laquelle son père a servi comme soldat . Jusqu'à l'âge de 18 ans, Ghadyanloo vivait et travaillait dans la ferme familiale à Karaj. Il s'inscrit à l'Université de Téhéran, étudiant la peinture à la faculté des beaux-arts de l'université. Il est diplômé de l'université en 2004 puis obtient une maîtrise en Design 3D et Animation de l'Université Tarbiat Modares.